# Odeon-Lichtspielhaus

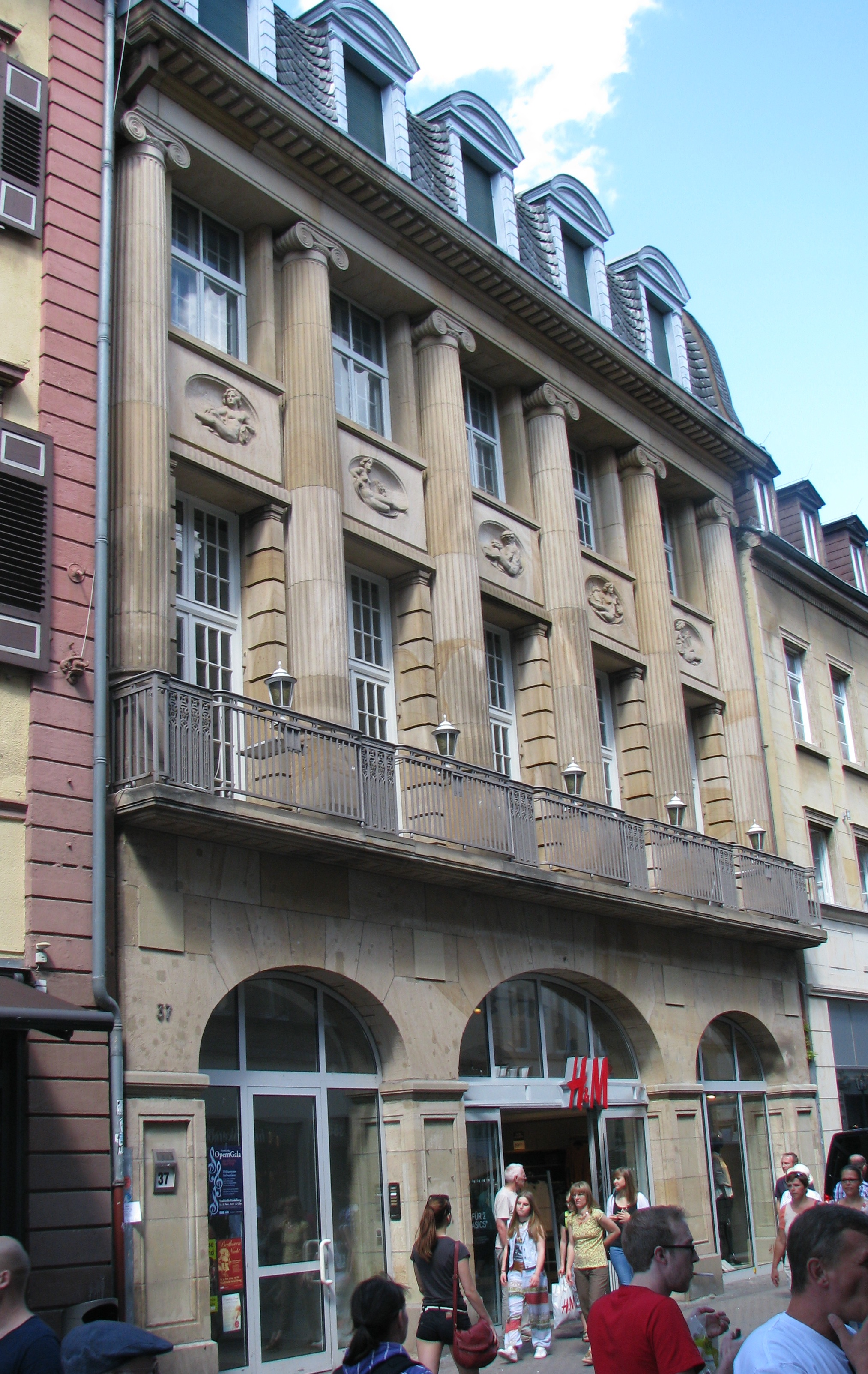
Odeon-Lichtspielhaus

Das Odeon-Lichtspielhaus ist ein denkmalgeschütztes Gebäude in Heidelberg.
Es wurde 1910/11 von den Architekten Heinrich Kumpf und Carl Wolf erbaut und war das erste Gebäude in Heidelberg, das eigens für ein Lichtspielhaus errichtet wurde. Das Kino befand sich bis zu seiner Aufgabe im Jahr 1971 im Erdgeschoss und in der Beletage war ein Café. Nach der Schließung des Kinos wurden Läden eingerichtet.
Das dreigeschossige Haus befindet sich in der westlichen Hälfte der Hauptstraße, der wichtigsten Straße in der Heidelberger Altstadt. Die repräsentative neoklassizistische Sandsteinfassade hat fünf Fensterachsen, die von ionischen Säulen unterteilt sind. Zwischen erstem und zweitem Obergeschoss sind Reliefs angebracht, die die Künste darstellen. Auf dem Mansarddach befindet sich ein Turm, an dem ehedem die erste Leuchtreklame Heidelbergs war.